# Mindentudás Egyeteme
A Mindentudás Egyeteme egy 2002. szeptember 16-án elindult ismeretterjesztő vállalkozás. A 10. szemeszter befejezése után három évvel, 2011. január 15-én Mindentudás Egyeteme 2.0 néven folytatódott a népszerű sorozat.

## Az eredeti ötlet
A francia Yves Michaud műtörténész, médiakutató 1998-ban hozta létre a l'Université de tous les savoirs című programot. A vállalkozásnak nagy sikere volt. Eszmeiségében a felvilágosodáskori francia nagy Enciklopédiához kapcsolódott: "hogyan lehetne áttekinteni és az érdeklődő közönség számára is hozzáférhetővé tenni korunk legmagasabb szintű tudományos ismereteit, a kortárs tudomány legfőbb dilemmáit?"

## Magyarországi megvalósítók
2002. június 3-án az MTA elnöke és a Matáv elnök-vezérigazgatója szándéknyilatkozatot írt alá arról, hogy 2002 szeptemberétől a Magyar Tudományos Akadémia és a Matáv közös programot indít el a Matáv leányvállalata, az Axelero Internet anyagi és technikai támogatásával.
A sorozat 2002. szeptember 16-án indult el.
Az alapítók
| Magyar Tudományos Akadémia - Kroó Norbert főtitkár - Szegő Károly főosztályvezető - Dudits Dénes akadémikus - Nyíri Kristóf akadémikus - Fábri György projektvezető - Zala Krisztina szerkesztőség-vezető - Márton Edina projekt munkatárs - Szilágyi Zsuzsa projekt munkatárs | Matáv, Axelero-Internet - Dr. Pásztory Tamás Matáv, vezérigazgató-helyettes - Simó György Axelero, vezérigazgató - Sallai László projektvezető - Takács Zsuzsanna projektmenedzser - György Péter egyetemi docens - Rényi András honlap-főszerkesztő - Kard Eszter honlap-menedzser - Hankó Ágnes marketing - Gárdos Beáta marketing - Gács Anna olvasószerkesztő - Simon Tamás honlap-szerkesztő | televíziós média-partner - Duna Televízió (Duna TV) - Magyar Televízió (M1, M2) - Magyar Rádió (Petőfi Rádió) - Kővári Péter főszerkesztő |

## Előadók
A tudományos élet hazai kiválóságai mellett előadást tartottak külföldön tevékenykedő magyar tudósok. Két alkalommal külföldi előadót hallhattak az érdeklődők. Előadást tartottak a történelmi egyházak vezető személyiségei: Erdő Péter, Gáncs Péter, Schweitzer József és Szabó István. A művészvilágot Esterházy Péter, Spiró György és Vásáry Tamás előadásai reprezentálták.
A fő programokat kiegészítették nyilvános klubfoglalkozások, ahol egyes témák szakemberei cserélhették ki – sokszor eltérő – véleményüket.
Az előadások moderátorai a Duna Televízió és az MTV bemondói voltak. Egy-egy szemeszterben kommunikációs szakember, illetve Fábri György is ellátta ezt a feladatot.

## Előadások
Az első előadás 2002. szeptember 16-án hangzott el. Az előadó Vizi E. Szilveszter, az MTA elnöke volt. 2002. november 4-én pedig Almár Iván tartott Élet az Univerzumban: szabály vagy kivétel? címmel sikeres előadást. 2007. május 21-én Pléh Csaba és Bodó Balázs tartotta a 10. szemeszter és az előadássorozat utolsó, 163. előadását. Az előadások színhelye kezdetben a BME lágymányosi informatikai épületének Kozma László-terme volt. 2006-tól a programok a Millenáris Jövő Háza Teátrumban kerültek megrendezésre. Egy-egy esetben a vidéki egyetemi városok is rendeztek előadást. Budapesten többször rendkívüli helyszínek, például Földtani Intézet, Művészetek Palotája Fesztiválszínháza adtak otthont a programoknak. A 10 szemeszterről egy summázó összeállítás is készült. 
2008 első félévében három alkalommal, kilenc előadásos mesterkurzust tartottak. Az előadók:
| - Vicsek Tamás - Kertész János - Lovász László - Horváth Ferenc - Pápay József | - Kordos László - Erdei Anna - Falus András - Pongor Sándor |

Az előadások tudományterületenkénti csoportosítása
| - Természettudományok - Műszaki tudományok - Orvostudományok - Agrártudományok | - Társadalomtudományok - Bölcsészettudományok - Művészetek - Hittudomány |

## Kerekasztal-beszélgetések
- Nyilvántartanak - Éljünk adattudatosan! (Barabási Albert László, Csermely Péter, Kertész János, Lévai Balázs, Ruppert Péter, Szvetelszky Zsuzsa)
- Lelki egészség és betegség a XXI. században (Bugarszki Zsolt, Gombos Gábor, Kopp Mária, Lévai Balázs, Mészáros Judit, Rihmer Zoltán)
- Beszélgetés az alvás és álmok kutatásáról (Bányai Éva, Bódizs Róbert, Halász Péter, Lévai Balázs, Pócs Éva, Purebl György)
- Beszélgetés a Föld ásványi nyersanyag-tartalékairól (Anton Attila, Földessy János, Gaál Gábor, Kerekes Sándor, Lévai Balázs, Szépvölgyi János)
- A genomika alkalmazása és kérdései - megoldás csak együtt! (Falus András, Kovács József, Lévai Balázs, Molnár Mária Judit, Sándor Judit, Simon Tamás)
- Beszélgetés a szemantikus webről (Kornai András, Lévai Balázs, Pléh Csaba, Prószéky Gábor, Szakadát István, Varasdi Károly)
- Beszélgetés a víz és a társadalom kapcsolatáról (Balogh Péter, Istvánovics Vera, Lévai Balázs, Somlyódy László, Szűcs Péter, Szüts Korinna)
- Energiaellátásunk biztonsága, környezetünk védelme. Lehetőségek és kihívások az energetikában (Aszódi Attila, Lévai Balázs, Lontay Zoltán, R. Várkonyi Ágnes, Szarka László, Szlávik János)
- Kié itt a tér? Részvétel a társadalmi tér alakításában (Alföldi György, Dúll Andrea, Lakner Antal, Lévai Balázs, Moravánszky Ákos, Polyák Levente)
- Beszélgetés az asztrobiológiáról (Almár Iván, Goják János, Kiss László, Lévai Balázs, Szathmáry Eörs, Vinkó József)
- Beszélgetés az öregedésről, időkorról (Himmer Éva, Kovács Katalin, Lévai Balázs, Perczel-Forintos Dóra, Rajna Péter, Turai Tünde)
- A levegőkörnyezet változásai - éghajlatváltozás? (Bozó László, Gelencsér András, Lévai Balázs, Náray-Szabó Gábor, Páldy Anna, Wesztergom Viktor)
- Melyek a magyar versenyképesség tíz éven belül befolyásolható tényezői? (Bogsch Erik, Bojár Gábor, Chikán Attila, Czakó Erzsébet, Lévai Balázs, Szepesi Balázs)
- Az őssejtkutatás esélyei és veszélyei (Dinnyés András, Lévai Balázs, Madarász Emília, Masszi Tamás, Mogyorósi Dorottya, Sarkadi Balázs)
- Nanotechnológia a mindennapokban (Bársony István, Gyurcsányi E. Róbert, Kellermayer Miklós, Kovács Ilona, Lévai Balázs, Pajkossy Tamás)
- A részecskefizikai kutatások gyakorlati hasznáról (Bagaméry István, Lévai Balázs, Lévai Péter, Szabó Gábor, Trócsányi Zoltán, Vesztergombi György)
- Beszélgetés a fenntartható energetika kérdéseiről (Aszódi Attila, Lévai Balázs, Lontay Zoltán, Szarka László, Szlávik János, Varró László)

## Médiamegjelenés

### Internet
Az egyetem alapinformációs tevékenységét a honlap látta el. A platformon keresztül szervezték az előadások hallgatóit, közölték a rövid, illetve hosszabb távú programot. Az elhangzott előadások hozzáférhetőek voltak írott és nézhető formátumban is. A regisztrált hallgatóknak lehetőségük volt a vitalapokon véleményt nyilvánítani. Szintén a regisztráltak privilégiuma volt az előadásokhoz tartozó tesztfeladatok kitöltése, amelyet a rendszer azonnal értékelt. Az évfolyamok végén a sikeres hallgatók bizonyítványt kaptak.
A platform élő, aktuális tudományos cikkeket, publikációkat közöl. 2011. január 14-től megújult "web2.0 címkével" ellátott formában várja a hallgatókat.

### Televízió
Az előadások felvételeit a Duna Televízió szerkesztette és rendelkezett az első közlés jogával. A Magyar Televízió a felvételt néhány nappal később, két alkalommal saját szerkesztésben sugározta. Néhány kábel tévés társaság is rendszeresen műsorába illesztette az egyetem előadásait.
2003. április 14-én a Duna Televízió Erdős Péter és Schweitzer József előadását élőben közvetítette. Az Autonómia TV létrejötte után már minden előadás online látható volt.
2011. január 14-én az Origo Tudomány rovata adta hírül a tudományos sorozat megújulását.

### Rádió
A Magyar Rádió az előadások szerkesztett változatait sugározta, de minden előadáshoz készített beharangozó műsorokat.

### Újság
Az országos és megyei napilapok mellett az Élet és Tudomány hetilap is a rendezvénysorozat aktív támogatója volt. Az említett orgánumok beharangozók, portrék mellett az előadások szerkesztett változatait is közölték.

### Könyv
A Kossuth Kiadó gondozásában, a MATÁV Rt. támogatásával az előadások jelentős része hat kötetben is megjelent.
A kötetek és azonosítójuk
- Első kötet (2003 - 19 előadás - 351 oldal) ISBN 963-0945-00-2
- Második kötet (2004 - 23 előadás - 392 oldal) ISBN 963-09-4551-7 ISSN 1785-5020
- Harmadik kötet (2004 - 20 előadás - 384 oldal) ISBN 963-09-4606-8 ISSN 1785-5020
- Negyedik kötet (2005 - 19 előadás - 366 oldal) ISBN 963-09-4678-5 ISSN 1785-5020
- Ötödik kötet (2006 - 15 előadás - 320 oldal) ISBN 963-09-4706-4 ISSN 1785-5020
- Hatodik kötet (2006 - 18 előadás - 383 oldal) ISBN 963-09-4889-3 ISSN 1785-5020

## Díjak, elismerések
- Süveg-díj (2004)
- Prima Primissima díj (2004)

## Archívum
Az internetes felületen az előadások teljes anyaga elérhető, többféle formátumban.
- Az előadások cikk-változata az MTA KIK repozitóriumában